# Гоуп (Індіана)
Гоуп (англ. Hope) — місто (англ. town) в США, в окрузі Бартолом'ю штату Індіана. Населення — 2099 осіб (2020).

## Географія
Гоуп розташований за координатами 39°17′57″ пн. ш. 85°45′58″ зх. д. / 39.29917° пн. ш. 85.76611° зх. д. (39.299144, -85.765975).  За даними Бюро перепису населення США в 2010 році місто мало площу 2,46 км², уся площа — суходіл.

## Демографія
Згідно з переписом 2010 року, у місті мешкали 2102 особи в 787 домогосподарствах у складі 561 родини. Густота населення становила 854 особи/км².  Було 859 помешкань (349/км²).
Расовий склад населення:
| - 97,1 % — білих - 0,6 % — чорних або афроамериканців - 0,4 % — азіатів - 0,1 % — корінних американців |

До двох чи більше рас належало 1,3 %. Частка іспаномовних становила 1,8 % від усіх жителів.
За віковим діапазоном населення розподілялося таким чином: 25,7 % — особи молодші 18 років, 63,1 % — особи у віці 18—64 років, 11,2 % — особи у віці 65 років та старші. Медіана віку мешканця становила 35,6 року. На 100 осіб жіночої статі у місті припадало 99,4 чоловіків;  на 100 жінок у віці від 18 років та старших — 94,4 чоловіків також старших 18 років.
Середній дохід на одне домашнє господарство  становив 47 387 доларів США (медіана — 41 779), а середній дохід на одну сім'ю — 54 685 доларів (медіана — 52 344). Медіана доходів становила 39 693 долари для чоловіків та 27 386 доларів для жінок. За межею бідності перебувало 13,0 % осіб, у тому числі 15,4 % дітей у віці до 18 років та 12,0 % осіб у віці 65 років та старших.
Цивільне працевлаштоване населення становило 1157 осіб. Основні галузі зайнятості: виробництво — 29,7 %, освіта, охорона здоров'я та соціальна допомога — 19,1 %, роздрібна торгівля — 16,7 %.